# Келлер, Александр Васильевич
Александр Васильевич Келлер (7 июня 1865, Карабах — 9 апреля 1930, Ялта) — русский и советский винодел.

## Биография
Родился 7 июня 1865 года. В 1890 году окончил Санкт-Петербургский технологический институт. С раннего возраста проявил интерес к винограду, вину и виноделию. Работал виноделом в имении Ай-Даниль, в «Массандре», Ливадии, в 1906—1917 годах в имении Абрау-Дюрсо, будучи управляющим. В 1926—1928 годах был научным сотрудником Анапской опытной станции виноградарства, главным виноделом треста «Азвино». Умер в Ялте 9 апреля 1930 года.

## Виноделие
Принимал участие в создании десертных вин марок Пино-гри Ай-Даниль, Мускат Массандра, Мускат белый Ливадия, Лакрима Кристи и других; одним из первых начал производство российского игристого вина шампанским способом и применил спиртование бродячего сусла при производстве десертных и крепких вин; провел большую работу по созданию устойчивых типов купажных вин Азербайджана; занимался изучением сортового состава и направлением использования отдельных технических сортов винограда в зоне Анапской опытной станции виноградарства. Однако целый ряд наработок Келлера оставались неизвестными вплоть до Октябрьской революции, и уже позже А. М. Фролов-Багреев продолжил на широких научных основах развитие шампанского производства, начатое Александром Васильевичем.
При Келлере Анапская станция дала материал для сорторайонирования винограда в зоне своей деятельности, уточнила сортовой состав и направление использования отдельных технических сортов. Работа станции, начатая в этом направлении при Келлере, успешно развивается и сегодня.
По описанию А. А. Егорова обладал очень хорошей вкусовой памятью и чрезвычайно тонким вкусом.